# Eugenia Scarpa
Eugenia Scarpa, född 1886, död 1961 i Milano Italien, var en italiensk kompositör. Hon har varit verksam under pseudonymen Geni Sadero och skrev originalmusiken till filmen Två människor tillsammans med Lars-Erik Larsson.